# リチャード・ライト (小説家)
リチャード・ライト（Richard Wright, 1908年9月4日 - 1960年11月28日）は、アメリカ合衆国の小説家。ミシシッピ州出身。
20世紀アメリカ黒人文学の先駆者として知られ、ブラックパワーという言葉をつくった。また晩年は俳句に凝った。

## 経歴
ミシシッピ州ロキシーのプランテーションで生まれる。十代のときにジャクソン (ミシシッピ州)に移り住み、母方の祖母と暮らす。叔父が白人に殺されるなど、激しい人種差別の中で育つ。16歳で最初の小説を書き、地元の黒人新聞に掲載される。19歳で作家を目指してシカゴへ移り、25歳のときに共産党員になる。左翼系文芸誌に作品を寄せ、ニューヨークに移り住んだのち、『アンクル・トムの子供たち』『アメリカの息子』を出版し、文学における新しい黒人像の創出、新しい黒人小説として高い評価を得る。次第に共産主義から実存主義に傾倒しはじめ、36歳のときに共産党を離脱、パリへ移住。1957年にアフリカで赤痢にかかり、以降病気がちとなり、3年後の52歳のときに病死する。晩年は俳句に凝り、約4000句を書き、死後俳句集『HAIKU(俳句)――この別世界』が出版された。英語俳句の大半が英語のリズムに合わせた自由律となっていった中、日本の俳句と同じように季語を用いて五七五の十七音節で句作していた。

## 年譜
- 5歳の時、父親が愛人を作って家出。
- 病弱な母のもと、孤児院や親戚の家を転々としながら、貧しい少年時代をおくる。
- 1927年、作家を目指してシカゴへ向かう。
- 1937年、ニューヨークに移る。
- 1940年、『Native Son』（邦題：『アメリカの息子』）により脚光を浴びる。
- 1946年、パリに移る。ジャン・ポール・サルトルやアルベール・カミュと交流を持つ。
- 1960年、フランスにて心臓病により永眠。

## 代表作
- 『アンクル・トムの子供たち』Uncle Tom's Children（1938）

皆河宗一訳 晶文社 1970
- 『アメリカの息子』Native Son（1940）

橋本福夫訳 ハヤカワ文庫 1972
- 『ブラックボーイ』Black Boy（1945）

高橋正雄訳 月曜書房 1952
『ブラックボーイ ある幼年期の記録』野崎孝訳 岩波文庫 1962
- 『アウトサイダー』The Outsider（1953）

橋本福夫訳 新潮社 1972
- 『かがやく明けの星』小林健治訳 南雲堂 1960
- 『白人よ聞け』海保真夫、鈴木主税訳 小川出版 1969
- 『八人の男』赤松光雄、田島恒雄訳 晶文社 1969
- 『続ブラック・ボーイ』北村崇郎訳 研究社出版 1976
- 『アメリカの飢え』高橋正雄訳 講談社 1978
- 『ひでえぜ今日は!』古川博巳、絹笠清二訳 彩流社 2000
- 『異教のスペイン』石塚秀雄訳 彩流社 2002
- 『Haiku(俳句) この別世界』伯谷嘉信、ロバート・L.テナー編 木内徹,渡邊路子訳 彩流社 2007

## 伝記
- 高橋正雄『悲劇の遍歴者 リチャード・ライトの生涯』中央大学出版部 1968